# Espai cotangent
En geometria diferencial, l'espai cotangent és un espai vectorial associat a un punt {\displaystyle x} en una varietat llisa (o diferenciable) {\displaystyle {\mathcal {M}}}; es pot definir un espai cotangent per a cada punt d'una varietat llisa. Normalment, l'espai cotangent, {\displaystyle T_{x}^{*}\!{\mathcal {M}}} es defineix com l'espai dual de l'espai tangent a {\displaystyle x}, {\displaystyle T_{x}{\mathcal {M}}}, tot i que hi ha definicions més directes (vegeu més avall). Els elements de l'espai cotangent s'anomenen vectors cotangents o covectors tangents.

## Propietats
Tots els espais cotangents en punts d'una varietat connectada tenen la mateixa dimensió, igual a la dimensió de la varietat. Tots els espais cotangents d'una varietat es poden "enganxar" (és a dir, unir-se i dotar-se d'una topologia) per formar una nova varietat diferenciable de dues vegades la dimensió, el paquet cotangent de la varietat.
L'espai tangent i l'espai cotangent en un punt són espais vectorials reals de la mateixa dimensió i, per tant, isomòrfics entre si mitjançant molts isomorfismes possibles. La introducció d'una mètrica riemanniana o d'una forma simplèctica dóna lloc a un isomorfisme natural entre l'espai tangent i l'espai cotangent en un punt, associant a qualsevol covector tangent un vector tangent canònic.

## Definicions formals

### Definició com a funcionals lineals
Deixa {\displaystyle {\mathcal {M}}} ser una varietat llisa i deixar {\displaystyle x} ser un punt {\displaystyle {\mathcal {M}}}. Deixa {\displaystyle T_{x}{\mathcal {M}}} sigui l'espai tangent a {\displaystyle x}. Aleshores l'espai cotangent a x es defineix com l'espai dual de {\displaystyle T_{x}{\mathcal {M}}}:
{\displaystyle T_{x}^{*}\!{\mathcal {M}}=(T_{x}{\mathcal {M}})^{*}}
Concretament, els elements de l'espai cotangent són funcionals lineals {\displaystyle T_{x}{\mathcal {M}}}. És a dir, cada element {\displaystyle \alpha \in T_{x}^{*}{\mathcal {M}}} és un mapa lineal
{\displaystyle \alpha :T_{x}{\mathcal {M}}\to F}
on {\displaystyle F} és el cos subjacent de l'espai vectorial que es considera, per exemple, el cos dels nombres reals. Els elements de {\displaystyle T_{x}^{*}\!{\mathcal {M}}} s'anomenen vectors cotangents.

### Definició alternativa
En alguns casos, es podria agradar tenir una definició directa de l'espai cotangent sense fer referència a l'espai tangent. Aquesta definició es pot formular en termes de classes d'equivalència de funcions suaus {\displaystyle {\mathcal {M}}}. De manera informal, direm que dues funcions suaus f i g són equivalents en un punt {\displaystyle x} si tenen el mateix comportament de primer ordre a prop {\displaystyle x}, anàloga als seus polinomis lineals de Taylor; dues funcions f i g tenen el mateix comportament de primer ordre a prop {\displaystyle x} si i només si la derivada de la funció f − g s'esvaeix a {\displaystyle x}. L'espai cotangent consistirà llavors en tots els possibles comportaments de primer ordre d'una funció propera {\displaystyle x}.